# Nuoto ai Giochi della XXVII Olimpiade - 200 metri stile libero femminili
Si sono svolte 6 batterie di qualificazione. Le prime 16 atlete si sono qualificate per le semifinali.

## Batterie
17 settembre 2000

### 1ª batteria
| Posizione | Atleta         | Paese    | Tempo   |
| --------- | -------------- | -------- | ------- |
| 1         | Nisha Millet   | India    | 2:08.89 |
| 2         | Pamela Vasquez | Honduras | 2:15.83 |
| 3         | Marella Mamoun | Siria    | 2:18.78 |

### 2ª batteria
| Posizione | Atleta                   | Paese        | Tempo   |
| --------- | ------------------------ | ------------ | ------- |
| 1         | Lara Hrund Bjargardottir | Islanda      | 2:05.22 |
| 2         | Vesna Stojanovska        | Macedonia    | 2:05.58 |
| 3         | Ivanka Moralieva         | Bulgaria     | 2:07.61 |
| 4         | Anna Korshikova          | Kirghizistan | 2:08.08 |
| 5         | Petra Banović            | Croazia      | 2:08.30 |
| -         | Florencia Szigeti        | Argentina    | SQ      |

### 3ª batteria
| Posizione | Atleta                | Paese         | Tempo   |
| --------- | --------------------- | ------------- | ------- |
| 1         | Rania Elwani          | Egitto        | 2:01.93 |
| 2         | Zoi Dimoschaki        | Grecia        | 2:04.06 |
| 3         | Olena Lapunova        | Ucraina       | 2:04.39 |
| 4         | Chantal Gibney        | Irlanda       | 2:05.24 |
| 5         | Pilin Tachakittiranan | Thailandia    | 2:05.88 |
| 6         | Elina Partoka         | Estonia       | 2:05.90 |
| 7         | Shu-Min Tsai          | Taipei cinese | 2:06.12 |
| 8         | Roh Joo-Hee           | Corea del Sud | 2:07.21 |

### 4ª batteria
| Posizione | Atleta               | Paese       | Tempo   |
| --------- | -------------------- | ----------- | ------- |
| 1         | Helene Muller        | Sudafrica   | 1:59.89 |
| 2         | Camelia Potec        | Romania     | 2:00.18 |
| 3         | Martina Moravcová    | Slovacchia  | 2:00.46 |
| 4         | Natalya Baranovskaya | Bielorussia | 2:00.58 |
| 5         | Mandy Leach          | Zimbabwe    | 2:01.05 |
| 6         | Sara Parise          | Italia      | 2:01.31 |
| 7         | Karen Pickering      | Regno Unito | 2:01.42 |
| 8         | Solenne Figuès       | Francia     | 2:01.46 |

### 5ª batteria
| Posizione | Atleta                | Paese       | Tempo   |
| --------- | --------------------- | ----------- | ------- |
| 1         | Claudia Poll          | Costa Rica  | 2:00.11 |
| 2         | Franziska van Almsick | Germania    | 2:00.37 |
| 3         | Nadejda Tchemezova    | Russia      | 2:00.47 |
| 4         | Giaan Rooney          | Australia   | 2:00.99 |
| 5         | Rada Owen             | Stati Uniti | 2:01.10 |
| 6         | Yang Yu               | Cina        | 2:01.34 |
| 7         | Nina van Koeckhoven   | Belgio      | 2:02.15 |
| 8         | Laura Roca            | Spagna      | 2:03.37 |

### 6ª batteria
| Posizione | Atleta           | Paese       | Tempo       |
| --------- | ---------------- | ----------- | ----------- |
| 1         | Susie O'Neill    | Australia   | 1:59.14     |
| 2         | Lindsay Benko    | Stati Uniti | 2:00.13     |
| 3         | Kerstin Kielgass | Germania    | 2:00.25     |
| 4         | Carla Geurts     | Paesi Bassi | 2:00.60     |
| 5         | Wang Luna        | Cina        | 2:00.89     |
| 6         | Jessica Deglau   | Canada      | 2:01.42     |
| 7         | Laura Nicholls   | Canada      | 2:02.69     |
| -         | Karen Legg       | Regno Unito | Non partita |

## Semifinali
17 settembre 2000

### 1° semifinale
| Posizione | Atleta               | Paese       | Tempo   |
| --------- | -------------------- | ----------- | ------- |
| 1         | Martina Moravcová    | Slovacchia  | 1:59.75 |
| 2         | Kerstin Kielgass     | Germania    | 1:59.78 |
| 3         | Natalya Baranovskaya | Bielorussia | 1:59.90 |
| 4         | Wang Luna            | Cina        | 1:59.97 |
| 5         | Helene Muller        | Sudafrica   | 2:00.04 |
| 6         | Sara Parise          | Italia      | 2:00.07 |
| 7         | Lindsay Benko        | Stati Uniti | 2:00.27 |
| 8         | Mandy Leach          | Zimbabwe    | 2:00.60 |

### 2° Semifinale
| Posizione | Atleta                | Paese       | Tempo   |
| --------- | --------------------- | ----------- | ------- |
| 1         | Susie O'Neill         | Australia   | 1:59.37 |
| 2         | Camelia Potec         | Romania     | 1:59.54 |
| 3         | Claudia Poll          | Costa Rica  | 1:59.63 |
| 4         | Nadejda Tchemezova    | Russia      | 1:59.69 |
| 5         | Franziska van Almsick | Germania    | 2:00.26 |
| 6         | Giaan Rooney          | Australia   | 2:00.84 |
| 7         | Carla Geurts          | Paesi Bassi | 2:00.88 |
| 8         | Rada Owen             | Stati Uniti | 2:03.34 |

## Finale
18 settembre 2000
| Posizione | Atleta               | Paese       | Tempo   |
| --------- | -------------------- | ----------- | ------- |
|           | Susie O'Neill        | Australia   | 1:58.24 |
|           | Martina Moravcová    | Slovacchia  | 1:58.32 |
|           | Claudia Poll         | Costa Rica  | 1:58.81 |
| 4         | Nadejda Tchemezova   | Russia      | 1:58.86 |
| 4         | Kerstin Kielgass     | Germania    | 1:58.86 |
| 6         | Natalya Baranovskaya | Bielorussia | 1:59.28 |
| 7         | Camelia Potec        | Romania     | 1:59.46 |
| 8         | Wang Luna            | Cina        | 1:59.55 |